# Bruine eenstaart
De bruine eenstaart (Drepana curvatula) is een nachtvlinder uit de familie Drepanidae (eenstaartjes).

## Kenmerken
De spanwijdte bedraagt tussen de 34 en 42 millimeter. De voor- en achtervleugels zijn bruinviolet. Dwars over de voorvleugel loopt een donkere streep tot aan de binnenvleugelrand. Ook lopen er ook nog enkele minder duidelijke dwarsstrepen over de vleugel. In het centrum van de voorvleugel komen ook nog twee kleine, lichte, donkergerande stippen voor.

## Leefwijze
De vlinders vliegen in twee generaties van eind april tot in mei en van juli tot in augustus. De rupsen van de eerste generatie zijn in augustus en september te vinden. Die van de tweede generatie in juni van het daarop volgende jaar.

## Verspreiding en leefgebied
De vlinder komt voor in Midden- en Noord-Europa, maar niet in Groot-Brittannië.

## Waardplanten
Waardplanten zijn elzen en berken. Ze komen voor in broekbossen en andere vochtige loofbossen.